# Live After Death
Live After Death prvi je koncertni album britanske heavy metal grupe
Iron Maiden. Objavljen je 14. listopada 1985. Bio je sniman tijekom njihove "World Slavery" turneje (1984-1985).
Prvih 13 pjesama (12 pjesama i intro) snimani su Long Beach Areni u Kaliforniji 14. – 17. ožujka 1985. Zadnjih 5 pjesama su snimljene ranije
na istoj turneji, na Hammersmith Odeonu (danas Hammersmith Apollo) u listopadu 1984.
Live After Death Video također je sniman u Long Beach Areni ali u drugoj
noći. Sadrži kompletni nastup zajedno s introm i pljeskom i završava pjesmom "Sanctuary" koja se ne 
nalazi na albumu.

## Lista pjesama

### Prvi disk
1. "Intro Churchill's Speech" - 1:32
2. "Aces High" - 4:14
3. "2 Minutes To Midnight" - 5:16
4. "The Trooper" - 4:07
5. "Revelations" - 5:59
6. "Flight Of Icarus" - 3:39
7. "Rime of the Ancient Mariner" - 14:06
8. "Powerslave" - 6:54
9. "The Number Of The Beast" - 4:49
10. "Hallowed Be Thy Name" - 7:14
11. "Iron Maiden" - 4:02
12. "Run To The Hills" - 3:50
13. "Running Free" - 4:08

### Drugi disk
1. "Wrathchild" - 2:58
2. "22 Acacia Avenue" - 4:58
3. "Children Of The Damned" - 4:21
4. "Die With Your Boots On" - 4:59
5. "Phantom Of The Opera" - 7:01

## Top ljestvice

### Album
| Godina | Ljestvica               | Pozicija |
| ------ | ----------------------- | -------- |
| 1985.  | UK Top Ljestvica Albuma | #2       |
| 1985.  | Billboard Hot 200       | #19      |

### Singlovi
| Godina | Singl              | Ljestvica                 | Pozicija |
| ------ | ------------------ | ------------------------- | -------- |
| 1985.  | "Running Free"     | UK Top Ljestvica Singlova | #19      |
| 1985.  | "Run to the Hills" | UK Top Ljestvica Singlova | #26      |